# Тобіас Арльт
Тобіас Арльт (нім. Tobias Arlt, нар. 2 червня 1987) — німецький саночник. Чотириразовий олімпійський чемпіон, восьмиразовий чемпіон світу, п'ятиразовий чемпіон Європи.
Тобіас Арльт спеціалізується в змаганнях на санях-двійках, виступаючи в парі з Тобіасом Вендлем. На Олімпіаді в Сочі пара здобула дві золотих медалі — у змаганнях саней-двійок і в санній естафеті.
Здобув срібну медаль на Чемпіонаті світу 2008 року в Обергофі, зайнявши друге місце за підсумками парних чоловічих заїздів. На Чемпіонаті Європи 2010 року в Сігулді Тобіас Арльт завоював срібло та бронзу. Перша нагорода — за змагання між двійками, друга — за участь в змішаній команді. На Чемпіонаті світу 2013 року у канадському Вістлері здобув одразу дві золоті медалі — у чоловічому парному розряді і в змішаній естафеті.
Тобіас Арльт також офіцер Федеральної поліції Німеччини. Захоплення — скелелазіння, гольф, їзда на мотоциклі, велосипеді.